# Жгенти, Сулико Ильич
Сулико́ Ильи́ч Жге́нти (груз. სულიკო ილიას ძე ჟღენტი; 22 июня 1920 — 3 февраля 2000) — советский грузинский сценарист и актёр. Заслуженный деятель искусств Грузинской ССР (1967), лауреат Ленинской премии.

## Биография
Сулико Жгенти родился 22 июня 1920 года в городе Самеба в Грузии.
Во время Великой Отечественной войны добровольцем ушёл на фронт, служил в морских десантных частях, был тяжело ранен. Был награждён боевыми наградами.
Преподавал грузинский язык в школе, печатал рассказы и очерки в грузинских газетах.
В 1954 году окончил сценарный факультет ВГИКа (мастерская Е. И. Габриловича и И. В. Вайсфельда).
Является автором книг: «Приморские вечера», «Подрастут ещё волчата», «Саженцы», «Тепло твоих рук».
Скончался 3 февраля 2000. Похоронен в Тбилиси в Дидубийском пантеоне.

## Фильмография

### Сценарист
- 1961 — Костры горят
- 1962 — Мяч и поле
- 1964 — Отец солдата
- 1969 — Ну и молодёжь!
- 1969 — Свет в наших окнах
- 1971 — Тепло твоих рук
- 1972 — Саженцы
- 1973 — Сибирский дед
- 1974 — Ребята с Сиреневой улицы
- 1977 — Рача, любовь моя
- 1978 — Мой друг дядя Ваня
- 1979 — Ретивый поросёнок
- 1980 — Твой сын, Земля
- 1982 — Не все кометы гаснут
- 1986 — До луны рукой подать
- 1987 — Корни
- 1987 — Пляжный разбойник
- 1988 — Житие Дон Кихота и Санчо

### Актёр
- 1984 — Три дня знойного лета

## Признание и награды
- Орден Чести (1995)[4]
- Заслуженный деятель искусств Грузинской ССР (1967)
- V-й Всесоюзный кинофестиваль (1970) — приз за лучший сценарий (фильмы «Ну и молодёжь!» и «Свет в наших окнах»)
- VI Всесоюзный кинофестиваль в Алма-Ате (1973) — приз за лучший сценарий (фильма «Саженцы»)[5].
- Лауреат Ленинской Премии
- Лауреат государственной премии им. Мемеда Абашидзе
- Почётный житель г. Батуми
- Почётный житель г. Левице (Словакия).